# Scott Tingle
Scott Tingle (* 19. července 1965 Attleboro, Massachusetts) je americký astronaut.
Narodil se v Attleboro ve státě Massachusetts. Vysokoškolské vzdělání získal na Univerzitě v Massachusetts a Purdueově univerzitě. Působil u Námořnictva Spojených států amerických.
V roce 2009 byl vybrán do 20. skupiny astronautů NASA. Základní výcvik dokončil v roce 2011 a od té doby se připravoval na dlouhodobý pobyt na Mezinárodní vesmírné stanici. Na svůj první let odletěl v listopadu 2017 na palubě Sojuzu MS-07 jako člen Expedice 54/55.
Je ženatý a má tři děti.